# Harisu
Lee Kyung-eun (hangul: 이경은; ur. Lee Kyung-yeop (hangul: 이경엽)), znana jako Harisu (hangul: 하리수; ur. 17 lutego 1975 w Seongnam) – południowokoreańska transpłciowa piosenkarka, aktorka i modelka.

## Biografia
Lee Kyung-eun przypisano przy narodzinach płeć męską i nadano imię Lee Kyung-yeop. Przeszła ona operacje korekty płci w latach dziewięćdziesiątych, pierwszą operację przeprowadzono w Korei Południowej, a drugą w Japonii. Oprócz poprawy piersi i korekty płci Harisu ujawniła, że jedyną operacją, jaką wykonała, była korekta nosa. Następnie zmieniła imię na bardziej kobiece Lee Kyung-eun. Jest pierwszym transpłciowym artystą Korei Południowej, a w 2002 stała się drugą osobą w Korei, która legalnie dokonała korekty płci.
Harisu mieszkała w Japonii przez kilka lat, gdzie szkoliła się jako fryzjerka. Została odkryta przez agencję talentów podczas pracy jako piosenkarka w nocnym klubie, a wkrótce potem zaczęła karierę jako modelka.
Po powrocie do Korei w 2000, podpisała umowę z firmą TTM Entertainment i po raz pierwszy zaczęła używać pseudonimu „Harisu”, wywodzącego się z angielskiego zwrotu „hot issue”.
Harisu po raz pierwszy zwróciła publiczną uwagę w 2001, po tym jak pojawiła się w reklamie telewizyjnej kosmetyków „DoDo”, która okazała się sukcesem i szybko ugruntowała jej status celebrytki. Jako pierwsza transpłciowa artystka Republiki Korei Harisu wzbudziła ogromne zainteresowanie mediów i rutynowo określano ją mianem „piękniejszej od kobiety”. W tym samym roku Harisu opublikowała swoją autobiografię, Eve from Adam, i weszła na scenę muzyki K-pop z debiutanckim albumem, Temptation, mieszając gatunki pomiędzy techno i R&B. Rozpoczęła karierę muzyczną i aktorską. W czerwcu 2001 stacja KBS wyprodukowała telewizyjny dokument o Harisu, który obejmował jej dzieciństwo, relacje rodzinne i debiut jako artystki. Jej pierwszą główną rolą aktorską był film Yellow Hair 2 z 2001 roku.
W październiku 2003, Harisu podjęła decyzję o odejściu z jej agencji zarządzającej TTM Entertainment. Agencja TTM twierdziła jednak, że ma prawo do pseudonimu „Harisu” i ogłosiła zamiar używania tej nazwy do promowania innych artystów. Sprawa trafiła do sądu, a na początku 2004 orzeczenie przeszło na korzyść Harisu, pozwalając jej zachować noszony pseudonim. Później założyła własną firmę G & F Entertainment, aby mogła podejmować własne decyzje dotyczące jej kariery. 2 lutego 2004 wydała album Foxy Lady. Również w 2004, zagrała w tajwańskim serialu Hi! Honey, a także w Colour Blossoms i erotycznym dramacie z Hongkongu.
W 2005 jej album Foxy Lady został wydany na Tajwanie, w Chinach i w Malezji, a Harisu była promowana przez jej tajwańską wytwórnię jako „Kylie Minogue wschodu”.
Po dłuższej nieobecności na koreańskiej scenie muzycznej, Harisu powróciła w styczniu 2006 z czwartym albumem. Mimo że jej powrót został pierwotnie zaplanowany na lato 2005, zapobiegły temu inne zobowiązania za granicą. Album został poprzedzony cyfrowym singlem Winter Story, i zaznaczono zmianę jej wizerunku, z naciskiem na bycie „uroczą” zamiast „seksowną”. Album Harisu, podobnie jak i poprzedni, został wydany na Tajwanie i w Chinach z dodatkowymi utworami nagranymi w języku mandaryńskim. Jej piąty koreański album, Summer, ukazał się zaledwie sześć miesięcy później. Jej kolejnym filmem był Possessed, malezyjski horror wydany 30 listopada 2006 roku.
Na początku 2007, Harisu została obsadzona w roli głównej aktorki w Police Line. 19 maja 2007 Harisu wyszła za mąż za rapera Micky Junga, jednak para rozwiodła się w 2017 roku. W listopadzie 2007 r., Harisu ujawniła plany budowy i prowadzenia sierocińca, stwierdzając, że było to jedno z jej „długo pielęgnowanych marzeń”.
W marcu 2008, Harisu opublikowała zbiór esejów w Japonii zatytułowany Haris Beauty. Eseje stanowiły obszerny przewodnik po urodzie, diecie i modzie oraz zawierały zdjęcia Harisu autorstwa Yamagishi Shina, który w grudniu ubiegłego roku pojechał do Seulu na czterodniową sesję zdjęciową. Harisu prowadziła kampanię na rzecz nowej partii w wyborach parlamentarnych w Korei w 2008, wspierając legalizację marihuany.
W maju 2009 Harisu otworzyła klub MixTrans w Seulu, w dzielnicy Apgujeong-dong, jednej z najbogatszych w Korei Południowej.
W 2011 telewizja SBS, z okazji dziesięciolecia kariery artystycznej, stworzyła o niej dokument Harisu, 10 Years Of Dream.
9 lipca 2012, po pięcioletniej przerwie, wydała album The Queen.
12 lipca 2018, po sześciu latach Harisu powróciła z EPką Re: Su i teledyskiem do piosenki Make Your Life.
W 2019 roku zaśpiewała w duecie z Park Bom w programie King of Mask Singer.
22 czerwca 2020 roku pojawiła się w programie Are You Eating Well?, a następnie w Video Star.
W 2021 roku pojawiła się w turningpoint.

## Filmografia

### Seriale
- High Baby (2003)
- Hi! Honey (2004)
- Beating Heart (2005)
- Police Line (2007)
- Model Academy (2008)
- Dor-a-on Iljimae (2009)
- Go! Mrs. Go! (2011)

### Filmy
- Running Blue (2001)
- Dog, Dead (2002)
- Emergency Measure 19 (2002)
- Color Blossoms (2004)
- Free as Love (2004)
- Possessed (2006)

## Dyskografia

### Albumy
- Temptation (2001)
- LIAR (2002)
- Foxy Lady (2004)
- Harisu (2006)
- Summer (2006)

### Minialbumy
- The Queen (2012)

### EP
- Re: Su (2018)

### Single
- History Turbo (2001)
- Temptation (2001)
- Always Kang Sung (2002)
- Liar (2002)
- Foxy Lady (2004)
- Reaction (2006)
- Shopping Girl (2012)
- Make Your Life (2018)

## Nagrody i nominacje
| Rok  | Ceremonia               | Kategoria                 | Nominowany   | Rezultat  | Przy.  |
| ---- | ----------------------- | ------------------------- | ------------ | --------- | ------ |
| 2001 | Mnet Asian Music Awards | Najlepsza Nowa Artystka   | „Temptation” | Nominacja | [ 32 ] |
| 2002 | Mnet Asian Music Awards | Najlepszy Występ Taneczny | „Liar”       | Nominacja | [ 33 ] |